# El Zanate, Oaxaca
El Zanate är en ort i Mexiko.   Den ligger i kommunen Santos Reyes Nopala och delstaten Oaxaca, i den sydöstra delen av landet, 400 km sydost om huvudstaden Mexico City. El Zanate ligger 519 meter över havet och antalet invånare är 185.
Terrängen runt El Zanate är kuperad åt sydost, men åt nordväst är den bergig. El Zanate ligger nere i en dal. Runt El Zanate är det glesbefolkat, med 10 invånare per kvadratkilometer. Närmaste större samhälle är Santos Reyes Nopala, 2,6 km söder om El Zanate. I omgivningarna runt El Zanate växer huvudsakligen savannskog.